# Distrito de Chaccho
El distrito de Chaccho es una de las seis divisiones administrativas de la provincia de Antonio Raimondi, ubicada en el departamento de Áncash, en el Perú. 
Limita al noreste con el departamento de Huánuco, al este con el distrito de Llamellín, al suroeste con el distrito de Mirgas y al oeste con la provincia de Carlos Fermín Fitzcarrald.

## Historia
El distrito de Chaccho fue creado el 26 de octubre de 1964 mediante la Ley N.º 15187, durante el primer gobierno del presidente Fernando Belaúnde Terry.
Su primer alcalde honorario fue el profesor Longobardo Acuña Loayza.
En el ámbito arqueológico, destaca el sitio de Tacshamarca, ubicado en el distrito de Chaccho, provincia de Antonio Raimondi, región Áncash. Este sitio es reconocido por su importancia histórica y cultural.

## Geografía
El distrito de Chaccho se sitúa en la sierra oriental de Áncash, con una superficie de 73.99 km² y una altitud promedio de 3,329 m s.n.m. Su capital es el pueblo de Chaccho. Los principales centros poblados incluyen los anexos de Cocha, Paño, Quillo, Quille Ucro y Jarog.

## Demografía
Según el censo nacional de 2017, la población del distrito es de 1368 habitantes. La mayoría de la población es de origen quechua, y el 73.57% aprendió a hablar en quechua durante su infancia, mientras que el 25.88% lo hizo en español.

## Autoridades municipales
- 2023–2026: Yofre Jonathan Fernández Fernández (Partido Frente de la Esperanza 2021)[5]
- 2019–2022: Elmer Horacio Villaorduña Jara (Movimiento Acción Nacionalista Peruano)[6]
- 2015–2018: Cutberto Olortigue Dolores (Movimiento Regional El Maicito)
- 2011–2014: Simón Fidel Muñoz Sáenz (Restauración Nacional)
- 2007–2010: Ceferino Adrián López Trujillo (Somos Perú)

## Cultura
La festividad principal del distrito de Chaccho es en honor a la Virgen del Carmen, celebrada anualmente el 15 de julio. Durante esta fecha, la comunidad participa en diversas actividades religiosas y culturales que reflejan su devoción y tradiciones ancestrales. 
Las celebraciones incluyen misas solemnes, procesiones por las calles del distrito, danzas tradicionales y ferias gastronómicas donde se ofrecen platos típicos de la región. Esta festividad es una manifestación significativa de la identidad cultural y religiosa de los habitantes de Chaccho.

## Galería

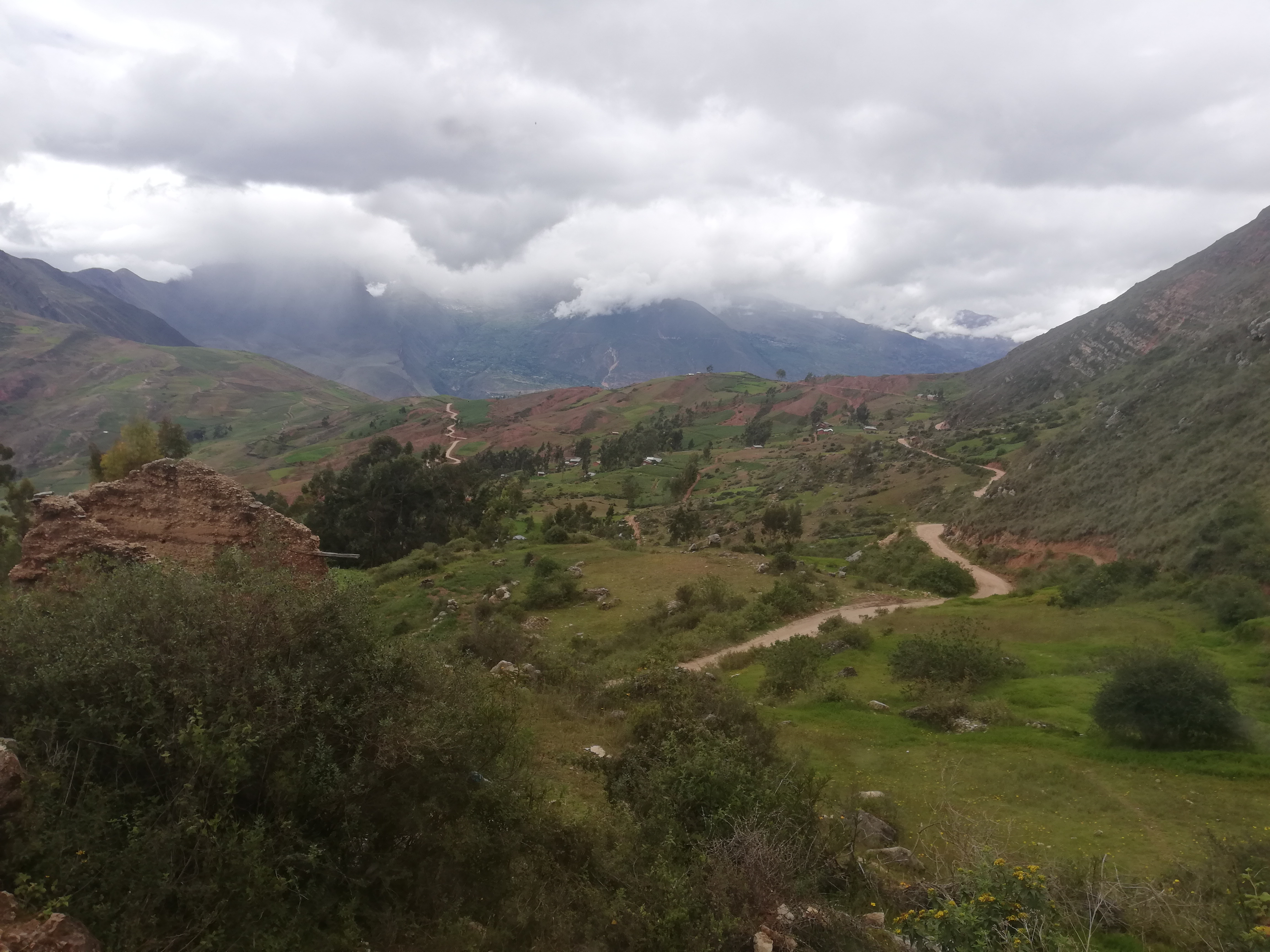
Mirador en el distrito de Chaccho
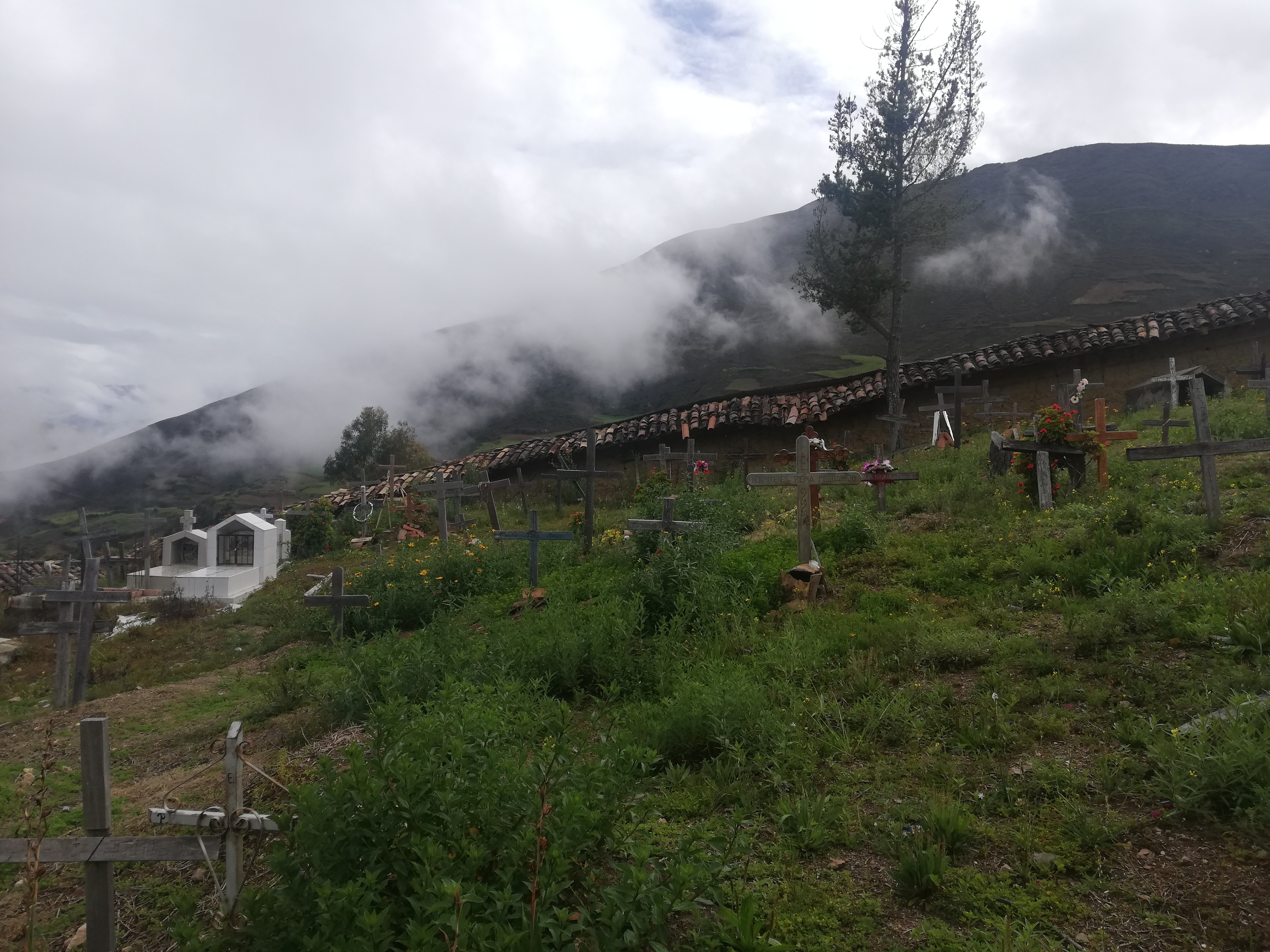
Cementerio de Chaccho, Perú
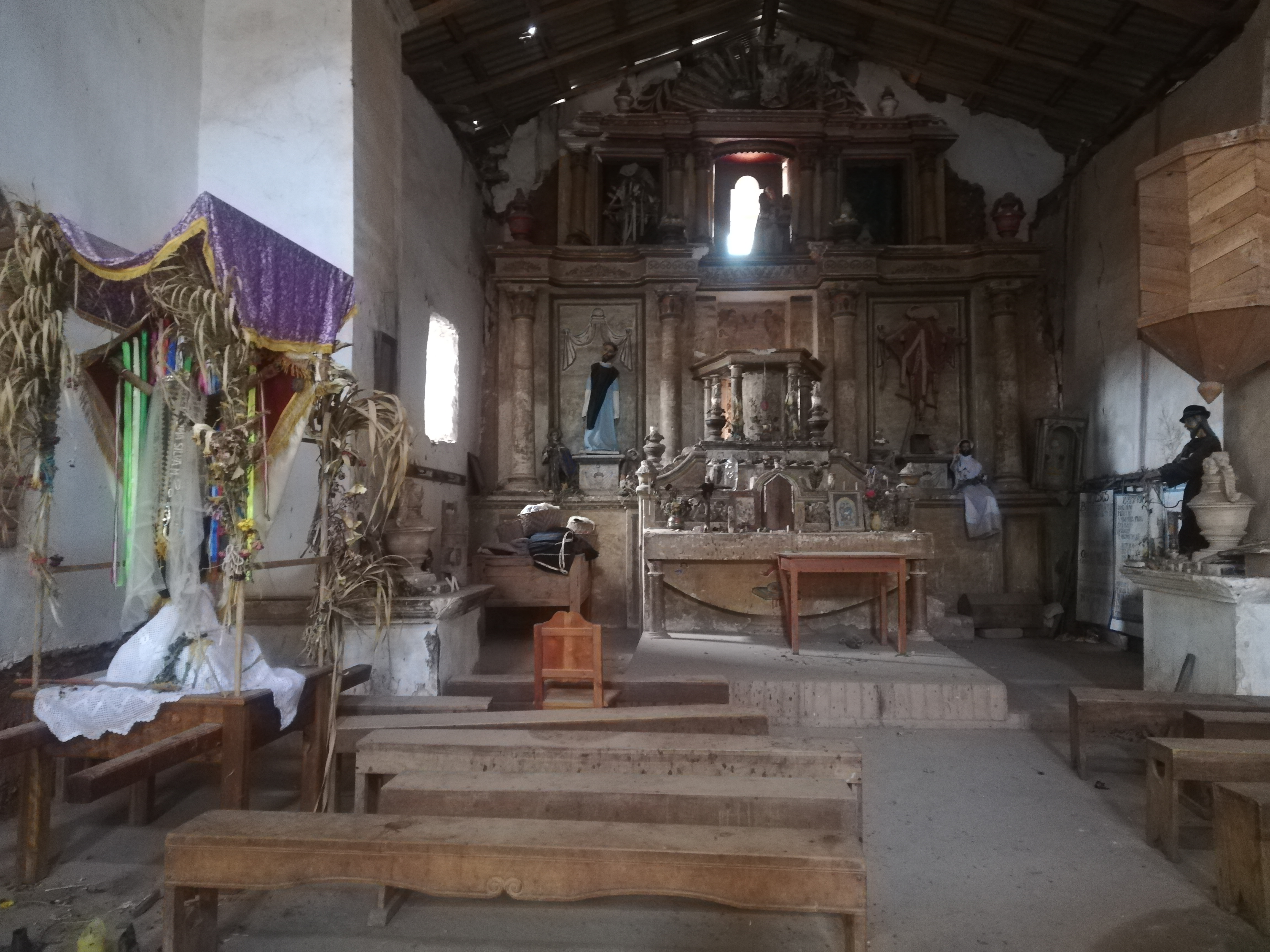
Iglesia del distrito de Chaccho
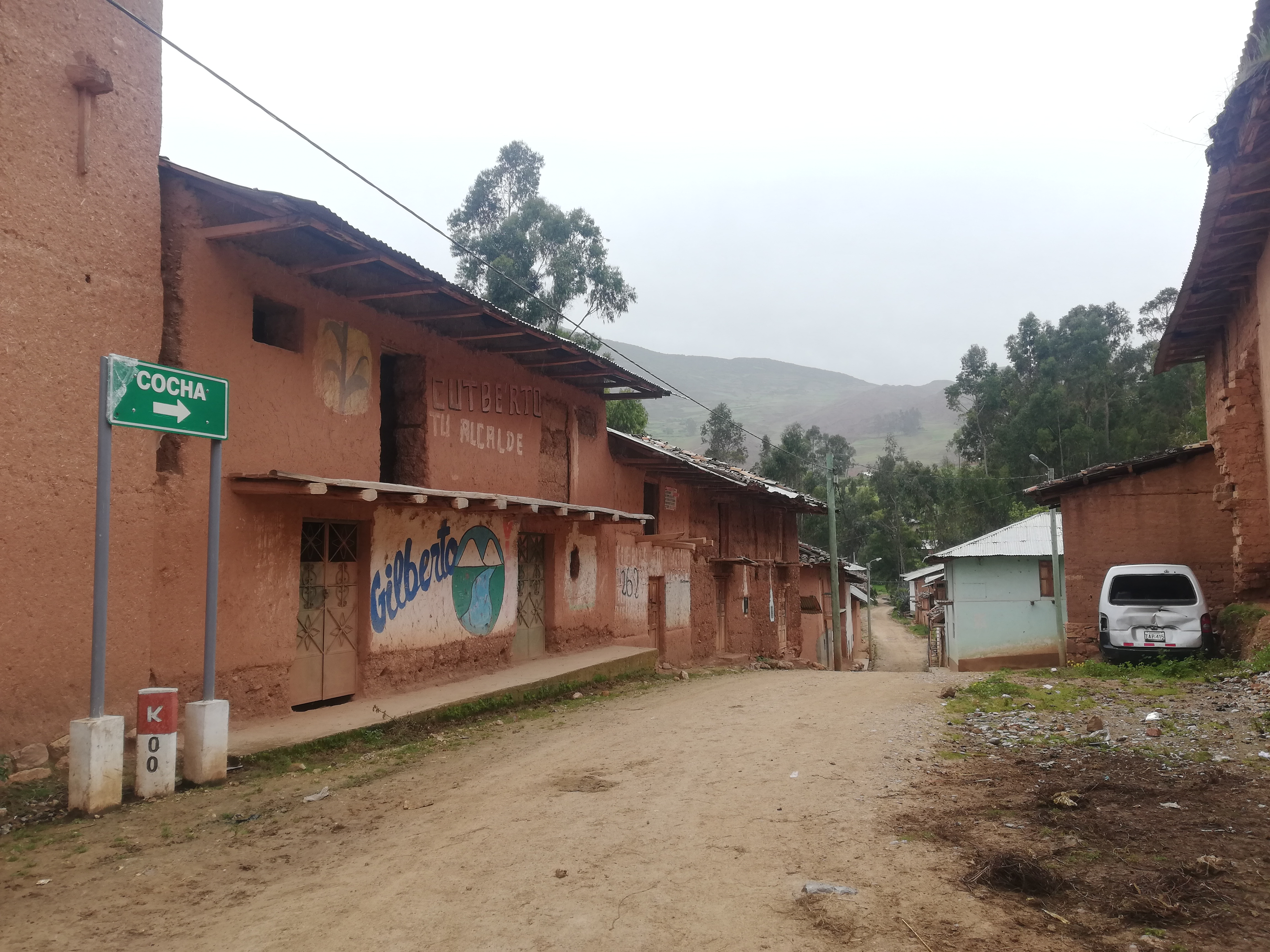
Calles en Chaccho
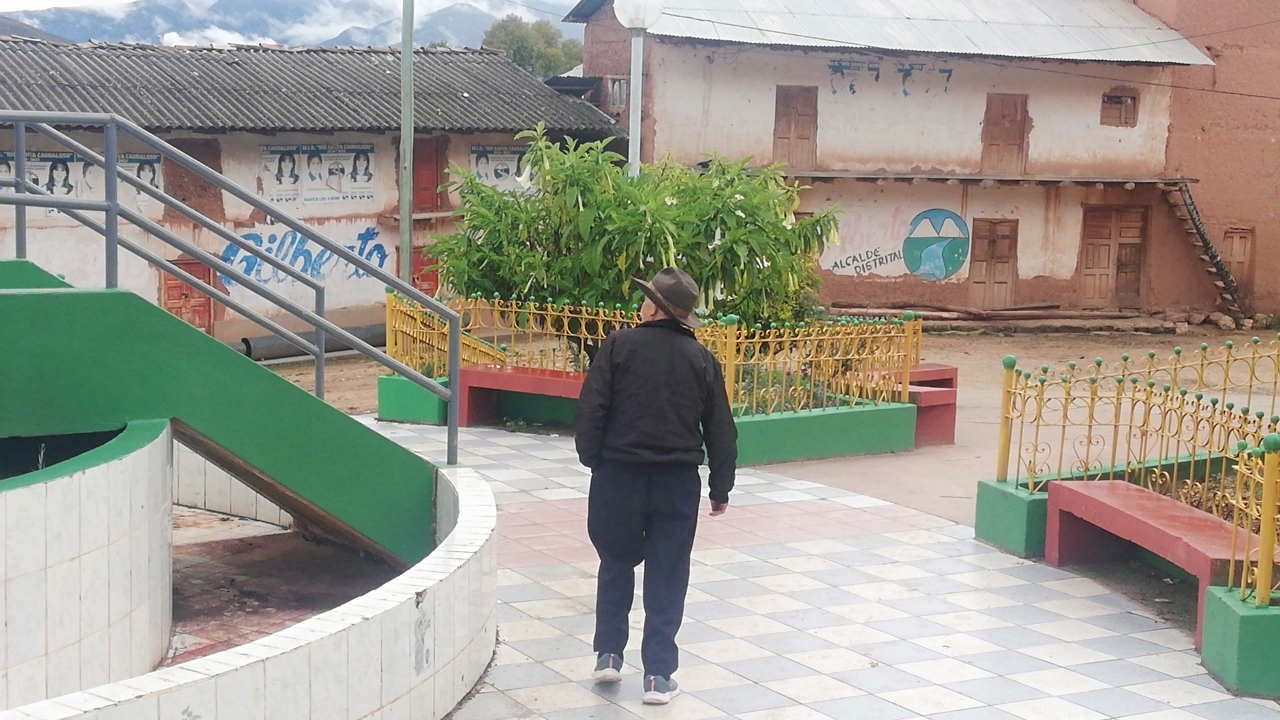
Plaza en Chaccho
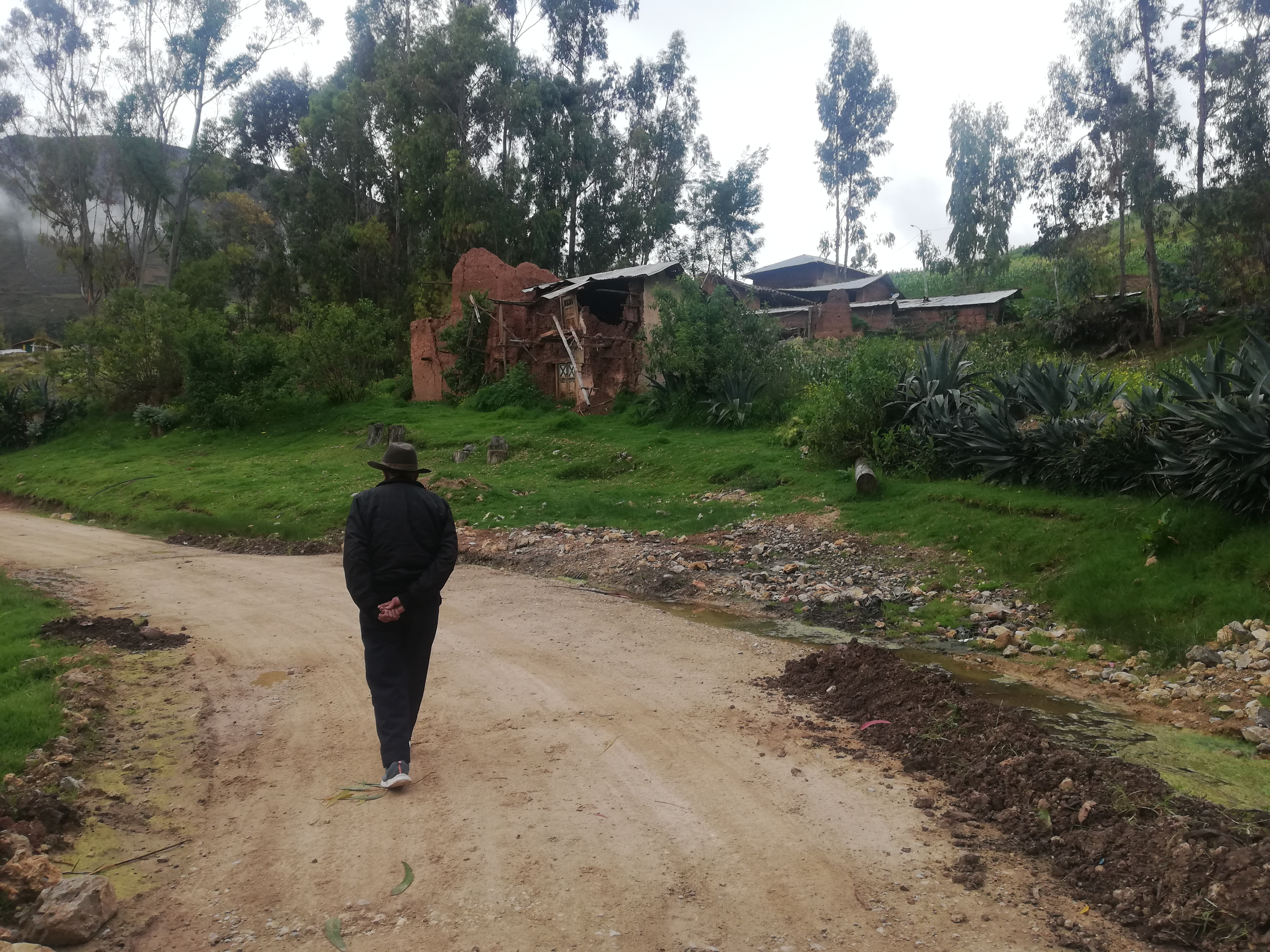
Camino hacia el cementerio en Chaccho
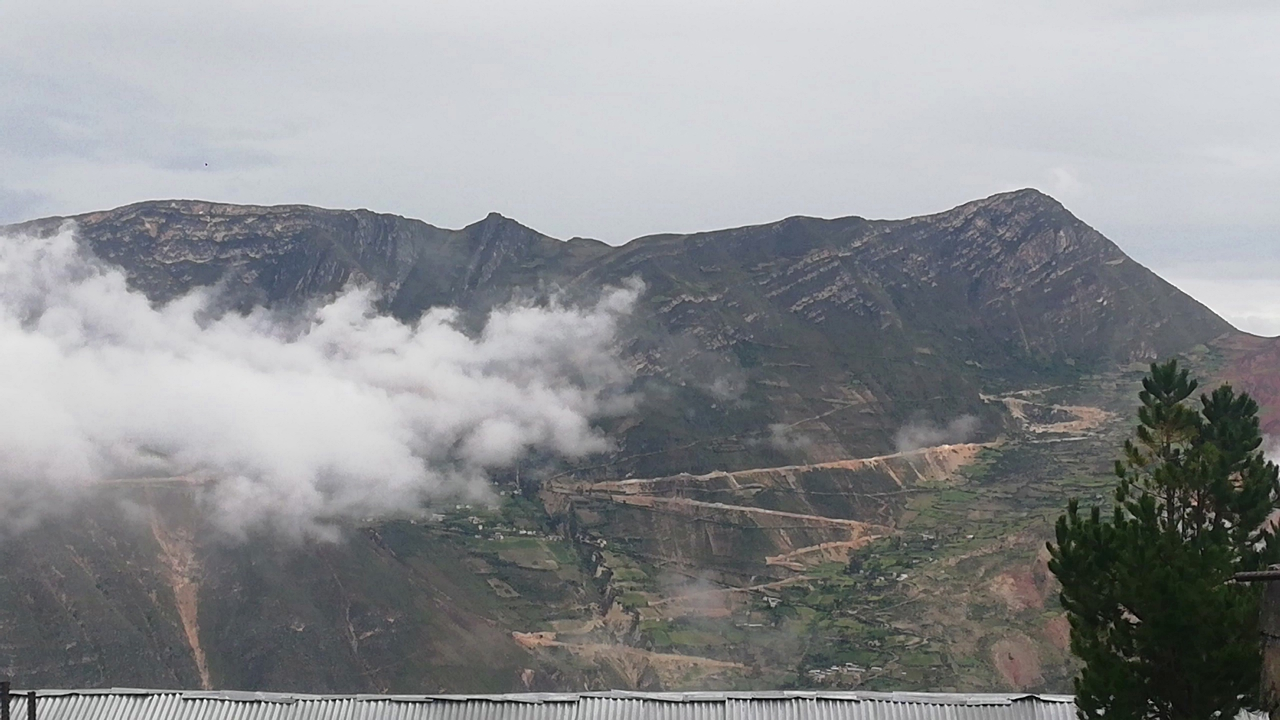
Clima en Chaccho
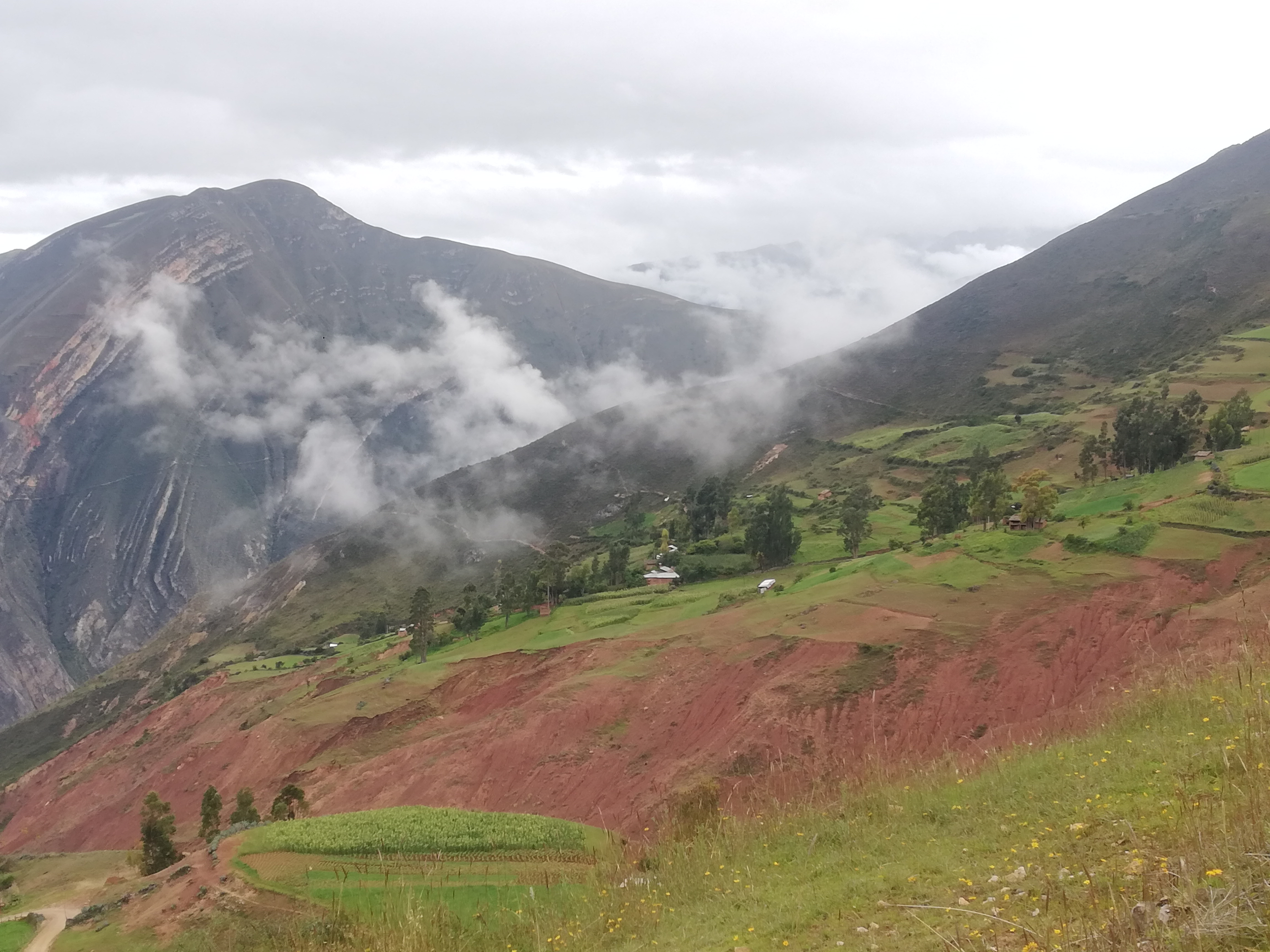
Vistas en Chaccho